# Ctenocheles collini
Ctenocheles collini is een tienpotigensoort uit de familie van de Callianassidae. De wetenschappelijke naam van de soort is voor het eerst geldig gepubliceerd in 1945 door Ward.